# Megacara impressa
Megacara impressa là một loài tò vò trong họ Ichneumonidae.